# 静岡県立静岡城北高等学校
静岡県立静岡城北高等学校（しずおかけんりつ しずおかじょうほくこうとうがっこう）は、静岡県静岡市葵区北安東二丁目にある県立高等学校。

## 沿革
- 1903年 - 静岡県立高等女学校設立。廃校になった私立静岡高等女学校の生徒の一部を受け入れ。静岡市追手町（現・葵区城内町）の旧静岡製紙工場を仮校舎とする。
- 1904年 - 南賤機村安西（現在の葵区末広町）に校舎が完成。
- 1922年 - 静岡県立静岡高等女学校に改称。
- 1928年 - 校章、校歌（2代目・現行）制定。
- 1937年 - 静岡市北安東458番地（現在地）に校舎が完成し移転。
- 1948年 - 新制高等学校編成により静岡県立静岡第二高等学校となる。現行制服制定。
- 1949年 - 静岡県立静岡城北高等学校に改称。男女共学となるが、翌年女子校に戻る。
- 1961年 - 通信制課程開設。
- 1986年 - 国際教養コース（後の国際科）設置。
- 1991年 - 新校舎、講堂、生活館「撫子館」完成。
- 1993年 - 通信制課程閉講。新設の静岡中央高等学校に通信制課程を移管。
- 1994年 - 第二体育館完成。
- 2005年 - 男女共学となる。
- 2021年 - 当年度より国際科がグローバル科に学科改定。

## 設置課程
- 普通科（文理コース、特進コース）
- グローバル科

## アクセス
- しずてつジャストライン県立総合病院高松線 ｢城北高校前｣停留所から、徒歩2分
- しずてつジャストライン大浜麻機線 ｢記念碑前｣停留所から、徒歩2分

## 学園祭
- 城北祭（6月）

　１日目は文化部の発表、２日目は模擬店が出店される。クラスTシャツは2.3年のみ。

## 著名な出身者
- 江間章子（作詞家）
- 美尾浩子（言語学者・元静岡県立大学国際関係学部長）
- 小川アンナ（詩人）
- 浜野佐知（映画監督）
- 諸田玲子（小説家）
- ウィリアムス浩子（ジャズボーカリスト）
- 片井文乃（プロボウリング選手）
- 森彩奈江（プロボウリング選手）
- 西澤健太（サッカー選手）